# 沖縄ワールドリングボクシングジム
沖縄ワールドリングボクシングジム（おきなわワールドリングボクシングジム）は、沖縄県宜野湾市に所在するボクシングジムである。法人名は有限会社沖縄ワールドリング。

## 概要
1993年春に、協栄ボクシングジムの元プロボクサー中真茂が沖縄ボクシングジム（現・琉球ボクシングジム）からの分家によって、設立された。それ以前から法人としてはプロモートカンパニーとして存在していた。

## 主な現役選手
- 中真光石

## 引退・契約解除した選手
- 平仲信敏
- 新崎満
- 岸本憲明
- 仲里繁
- 翁長吾央
- 東悟
- サーシャ・バクティン